# Conrad-Ferdinand-Meyer-Preis
Der Conrad-Ferdinand-Meyer-Preis war ein Kulturförderungspreis, der von der Conrad Ferdinand Meyer-Stiftung im Gedenken an Conrad Ferdinand Meyer von 1937 bis 2022 jährlich an maximal drei bildende Künstler, Schriftsteller oder Wissenschaftler, die in irgendeiner engeren Beziehung zum Kanton Zürich standen, verliehen wurde. Die Dotierung betrug zuletzt 10.000 CHF pro Preisträger (Stand 2022).
Die Mitglieder des Stiftungsrats sprachen Förderpreise nicht aufgrund von Gesuchen zu, sondern in aller Regel nach Vorschlägen der dazu gemäss Statuten berechtigten Institutionen.

## Geschichte
Die von C. F. Meyers Tochter Camilla Meyer (1879–1936) in ihrem Testament verfügte Errichtung der Conrad Ferdinand Meyer-Stiftung etablierte sich 1937 als gemeinnützige Einrichtung mit einem Stiftungskapital von 300’000 Franken. Sie zeichnete jüngere Personen aus den Bereichen Wissenschaft und Kunst aus. Ab 1999 erlaubten die geringen Zinserträge nach Deckung der Kosten für Bank, Buchhaltung, Revision und Aufsicht keine weiteren Preisvergaben. 2014 bewilligte die kantonale Aufsicht auf Antrag des damals verantwortlichen Stiftungsrates die Umwandlung in eine Verbrauchsstiftung. Damit konnte die Förderung von begabten Nachwuchskräften beziehungsweise die Vergabe von Preisen wieder aufgenommen werden. 2024 stellte die Stiftung ihre Tätigkeit ein.

## Preisträger
- 1937: Hermann Hiltbrunner
- 1938: Emil Gerber
- 1939: Max Frisch
- 1940: Albert Ehrismann
- 1941: Ernst Kappeler, Max Truninger
- 1942: Paul Adolf Brenner
- 1943: Eugen Früh, Hans Schumacher
- 1944: Kurt Guggenheim
- 1945: Maria Drittenbass, Hans Erhardt, Sven Moeschlin
- 1946: Hans Böhi, Gottlieb Heinrich Heer, Charles Hug, Heinrich Müller
- 1947: Hans Aeschbacher, Ernst Hess, Eugen Mattes
- 1948: Heinrich Müller, Marcel Gero, Max Hegetschweiler, Nadja Jollos
- 1949: Marcel Fischer, Rolf Liebermann, Hermann A. Sigg
- 1950: Kurt Leuthard, Armin Schibler, Emilio Stanzani
- 1951: Karl Kuprecht, Bruno Meiner, Franz Tischhäuser
- 1952: Paul Brenner, Erhart Ermatinger, Kaspar Ilg
- 1953: Arthur Häny, Hans J. Meyer, Hans Naef
- 1954: Hans Boesch, Hildi Hess, Viktor Aerni
- 1955: Franz Fassbind, Carlotta Stocker
- 1956: Emanuel Jakob, Werner Weber
- 1957: Walter Gort Bischof, Bruno Boesch, Armin Schibler
- 1958: Erwin Jaeckle, Klaus Huber, Harry Buser
- 1959: Karl Jakob Wegmann, Franz Giegling
- 1960: Raffael Ganz, Silvio Mattioli, Ernst Züllig
- 1961: Erika Burkart, Josef Wyss
- 1962: Roland Gross, Hans Reutimann
- 1963: Peter Meister, Bildhauer
- 1964: Herbert Meier, Gottfried Müller
- 1965: Elfriede Huber-Abrahamowicz, Karl Landolt
- 1966: Hugo Loetscher, Walter Siegfried
- 1967: Andreas Christen, Walter Gross
- 1968: Adolf Muschg, Franz Hohler
- 1969: Irma Bamert, Jürg Federspiel
- 1970: Gerold Späth, Fritz Gafner, Urs Raussmüller
- 1971: Jürg Acklin
- 1972: Paul Nizon, Walter Rüfenacht, Peter Vogt
- 1973: Hans Ulrich Lehmann, Florin Granwehr
- 1974: Silvio Blatter, Max Bolliger, Marianne Gloor
- 1975: Beat Brechbühl, Ulrich Elsener
- 1976: Rolf Hörler, Roland Hotz, Walther Kauer
- 1977: Marguerite Hersberger, Peter Meier
- 1978: Alice Vollenweider, Josef Haselbach
- 1979: Hermann Burger, Jürg Altherr
- 1980: Franz Böni, Federico Hindermann, Thomas Müllenbach
- 1981: Roland Moser, Claudia Storz-Bürli
- 1983: Jürg Amann, Rosina Kuhn
- 1983: Hansjörg Schertenleib, Klaus Born
- 1984: Emil Zopfi, Berndt Höppner
- 1985: André Grab, Alfred Zimmerlin
- 1986: Hanna Johansen, Martin Hamburger, Peter Bräuniger
- 1987: Felix Stephan Huber, Martin Wehrli
- 1988: Iso Camartin, Jürg Burkhart
- 1989: Christoph Rütimann, Thomas Hürlimann
- 1990: Rita Ernst, Daniel Schnyder
- 1991: Hans Danuser, Dante Andrea Franzetti
- 1992: Thomas David Müller, Peter Sieber
- 1993: Hannes Brunner, Tim Krohn
- 1994: Hans Ulrich Bächtold, Rainer Henrich, Kurt Jakob Rüetschi, Thomas Stalder
- 1995: Urs Frei, Konrad Klotz
- 1996: Mischa Käser, Christoph Mörgeli
- 1997: Perikles Monioudis, Beatrice Maritz
- 1998: Silvia Gertsch, Max Gassmann
- 2017: Veronika Job, Urs Mannhart, Bruno Rauch (Free Opera Company Zürich)
- 2018: Dorothee Elmiger, Simone E. Pfenninger, Tom Emerson
- 2019: Viktoria Dimitrova Popova, Guillaume Bruère, Adrian Gerber
- 2020: Islème Sassi, Edward Rushton, Uriel Orlow
- 2021: Julia Weber, Sebastian Meixner, Simone Keller[5]
- 2022: Louis Delpech, Anna Stern, Ivna Žic[6]